# C.O.M.P.
C.O.M.P.（コンプ）は日本のパンク・ロックバンド。Core.Original.Melo.Punks.（コアオリジナルメロパンクス）からそれぞれの頭文字をとった名称になっている。メロコアやパンクと言ったジャンルに分類される。全員コーラスも担当する。2009年より無期限活動休止。

## メンバー
カネダ ツヨシ Vocal・Guitar  【現GOOD MORNING MOM】
サイトウ ヒロユキ(アメヲ) Guitar
ヒキチ タクマ Bass 【現COOL JOKE】
サトウ ソウゴ Drums

## 略歴
- 2002年 夏C.O.M.P.結成

- 2003年 03月 初LIVEを渋谷DeSeOで行う
- 05月 1stSingle「Unsolved」発売
- 07月 1stAlbum『flower』発売

- 2004年 03月 サトウ ソウゴ(Dr,)加入
- 11月 2ndSingle 「I know you」 発売

- 2005年 08月 MiniAlbum 『feel of life』 発売
- レコ発ツアー「COMPWGNの旅」大塚CAVEにてツアーFINALを行う

- 2006年 03月 ツアー[COMPWGNの旅vol,2]大塚CAVEにてツアーFINALを行う
- 04月 ヒキチ タクマ(Ba,)加入
- 12月 サイトウ ヒロユキ(Gt,)加入

- 2007年4月にツアーファイナルを渋谷ギグアンティックで行う。同時に初の自主音源『rim Shot』を発表。

- 2008年8月 LIMITED Recordsよりミニアルバム『DADDY』を全国リリース。

- 2009年11月 池袋ADMにてワンマンライブ。無期限活動休止となる。

## シングル/アルバム
Unsolved
2003年7月発売
flower
2003年11月発売
I know you
2004年11月発売
feel of life
2005年9月発売
rim Shot
2007年4月発売
DADDY（LIMITED RECORDS）
2008年8月発売